# サロン・キティ
サロン・キティ（ドイツ語: Salon Kitty）は、1930年代から1940年代にかけてドイツの首都ベルリンにあった高級娼館。1939年から1942年にかけての時期は、SD（親衛隊（SS）内部におかれた情報部）が経営を乗っ取り、諜報目的で運営していた。

## 諜報用の娼館というアイデア

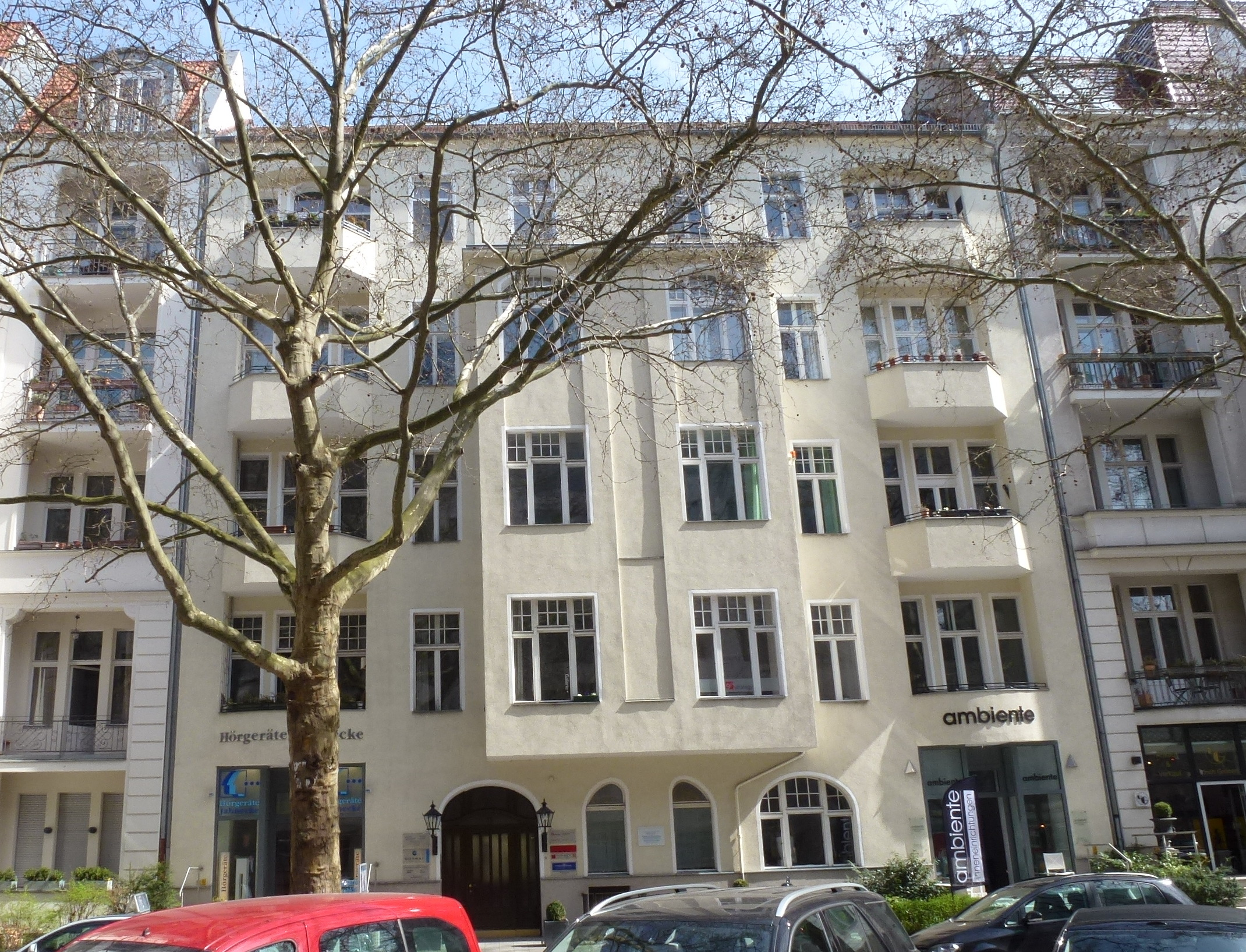
ギーゼブレヒト通り11番地

要人たちが使うような高級娼館を諜報活動に使うというアイデアは、親衛隊幹部で情報部門を掌握していたラインハルト・ハイドリヒによるものだが、実行に移したのはその部下のヴァルター・シェレンベルクだった。ハイドリヒやシェレンベルクのアイデアは、ドイツ各界の要人たちや各国外交官らを酒と女性でもてなし、枕元で女性に対してナチ党や政府への率直な意見や不満、自国の内密の情報などを打ち明けるのを傍受して、不満分子を摘発したり機密情報を得たりするのに役立てようという、俗にいう、美人局であった。娼館にSDのエージェントを浸透させるという案に対し、シェレンベルクは娼館そのものをSDが乗っ取り経営することを主張した。
乗っ取りの対象となった高級娼館サロン・キティは、シャルロッテンブルク区ギーゼブレヒト通り（Giesebrechtstrasse）11番地にあった。この地区はベルリン西部の裕福な階層が暮らす地区で、サロン・キティの主な顧客はドイツ各界の高位の人物や、各国の外交官などであった。爛熟したヴァイマル文化の残る1930年代初頭以来、この高級娼館を経営していた女主人（マダム）は、1882年生まれのキティ・シュミット（Kitty Schmidt, 本名 Katharina Zammit）という人物であった。キティ・シュミットは、ナチ党の権力掌握以来、他国へ亡命しようとする人々をひそかに助けつつ、自らもイギリスの銀行へ送金を続けていた。彼女自身もついに国外へ逃げようとしたが、1939年6月28日、SDのエージェントによりオランダとドイツの国境で逮捕され、ベルリンのゲシュタポ本部へと送られた。
シェレンベルクはキティ・シュミットに面会し、サロン・キティをSDに使わせてナチ党の諜報活動に協力するか、SDへの協力を拒否して強制収容所へ送られるかの二者択一を迫った。SDはサロン・キティを「改装」の名目で一時閉店し、その間に大量の盗聴用マイクロフォンを全館に仕掛けた。マイクからの送信線は地下室に引き込まれ、そこから顧客たちの話の傍受・監視を行うテーブルや録音用機器などが備えられた部屋へと続いていた。
この娼館でエージェントとして働く女性を確保するため、ベルリンの道徳警察（風紀警察、Sittenpolizei）が逮捕した多数の娼婦の中から、頭がよい、多国語を理解する、思想的にナチス寄りなど、エージェントの素質がある者20人を選出した。彼女らは7週間にわたり厳しい思想教育や訓練を受けた。その中には各種の軍服の見分け方や、他愛のない会話から機密を収集する方法などもあった。彼女らは顧客を相手するごとに報告を行うことが義務付けられた。一方で、隠しマイクが部屋毎にあることについては知らされていなかった。
1940年3月、サロン・キティは営業を再開した。キティ・シュミットは、何事もなかったかのように営業を続けるよう命じられた。ただし、「私はローテンブルクから来たのだが」という合言葉を言った客に対してのみ、普通の顧客には見せない20人の女性の情報が載った冊子を見せるよう指示された。客はその中から一人を選んで夜を共に過ごすことになっていた。

## 顧客
ナチ党や政財界の要人、軍部の高官、駐ドイツ外交官らの間に、「サロン・キティでは、要人だけの特別な合言葉を言えば、一般人には紹介しない選り抜きの女性を紹介してくれるらしい」という話が広がり、サロン・キティは一時閉店する前よりも人気のある店になった。サロン・キティの傍受担当者は要人たちの会話数千件分の録音を行っている。顧客の中にはイタリアの外務大臣ガレアッツォ・チャーノがおり、彼はベッドで、総統アドルフ・ヒトラーの今後について見通しは暗いと率直なところを語っている。親衛隊大将ヨーゼフ（ゼップ）・ディートリヒは一晩で20人全員の相手をしたいといい徹夜の乱交を繰り広げたが、何一つ秘密めいたことは口にしなかった。
ラインハルト・ハイドリヒは何度かサロン・キティに行って表面上は「査察」を行ったが、彼は自分が女性を相手している部屋のマイクの電源は切らせていた。

## 諜報活動の終焉
第二次世界大戦が進むにつれ、サロン・キティの顧客は減少していった。1942年7月には連合軍の空爆で、サロン・キティが入っている建物に爆弾が落ち、同じ建物の地階への移転を余儀なくされた。結局秘密を聞き出せたことがほとんどなかったことから、ハイドリヒは「余りに成果がないので驚いた。秘密はベッドで漏らされるなどという話はただの幻想なのだろう」と述べ、サロン・キティでの諜報活動を中止することに決めた。ハイドリヒは1942年6月に暗殺されたが、その年の終わりにはSDはサロン・キティでの諜報活動を終え、もし秘密を洩らせば報復を行うと脅したうえで経営をキティ・シュミットに返還した。20人の女性もサロン・キティに残ることになった。
サロン・キティは戦後営業を再開し、経済の復興とともにふたたび人気の娼館となった。1954年にキティが没した後はその娘が跡を継いだ。キティは結局、存命している間は戦中の活動については何も語らなかった。

## 映画化
SDが娼館の経営を乗っ取り要人に対する諜報に使った、というサロン・キティの話は、Peter Norden が小説にし、ティント・ブラスの監督、ヘルムート・バーガー（ヴァルター・シェレンベルクをモデルにした「ヘルムート・ヴァレンベルク」役）とイングリッド・チューリン（マダム・キティ役）の出演で、『サロン・キティ』というタイトルで1976年に映画化された。性的描写の多さなどから各国で議論を呼び、西ドイツではナチ党のシンボルなどを多数取り除いたうえで上映されている。日本ではポルノ映画として、『ナチ女秘密警察 SEX親衛隊』という題名で劇場公開されているが、CS放送などでは原題そのままで放送されることがある。

## 関連文献
- Peter Norden: Salon Kitty. Report einer geheimen Reichssache. Limes-Verlag, Wiesbaden u. München 1976, ISBN 3-8090-2104-0. (auch erschienen in: Deutsche Buchgemeinschaft, 1980)
- Peter Norden: Salon Kitty – Das Buch zum Film. Gustav Lübbe Verlag (Bastei-Lübbe), Bergisch Gladbach 1976, ISBN 3-404-00381-0. (Lizenzausgabe)
- Maik Kopleck: PastFinder Berlin 1933–1945: Stadtführer zu den Spuren der Vergangenheit. 4., durchges. Aufl., Links Verlag, Berlin 2006, ISBN 3-86153-326-X. (siehe dort: Seite 51, Punkt 11, „Salon Kitty“)
- Claus Räfle (Regie): Salon Kitty. 2004 (Fernsehdokumentation, 45 Minuten)
- The Labyrinth: Memoirs of Walter Schellenberg, Hitler's Chief of Counterintelligence by Walter Schellenberg, translated by Louis Hagen (originally published as The Schellenberg Memoirs in London by André Deutsch; Da Capo Press, 2000, ISBN 0-306-80927-3).
- アンドレーア シュタインガルト『ベルリン―“記憶の場所”を辿る旅』昭和堂、2006年。